# Фирмина из Амелии
Фирмина (ок. 304 года) — святая мученица из Амелии. Дни памяти — 24 ноября (в Амелии), 28 апреля (в Чивитавеккье) и 30 ноября.
Святая Фирмина была из благородной семьи: её отец, Кальпурний (Calpurnio), был префектом города Рима (praefectus Urbis). Имея возможность жить безбедно, святая Фирмина ушла из семьи и посвятила себя молитве неподалёку от города Амелия. Она пострадала за веру во времена правления императора Диоклетиана. 
Святая Фирмина известна многими чудесами, явленными в мореплавателям около Чивитавеккья (Centumcellae). Так по её молитвам был усмирён ужасный шторм. В ту пору святая жила в пещере неподалёку от того места, где впоследствии был взведён форт Архангела Михаила.
О святой Фирмине известно из пассии, составленной не ранее VI века.

## Почитание
Память св. Фирмины, как покровительницы двух городов, совершается каждый год 24 ноября  в Амелии (Терни) и 28 апреля в Чивитавеккье (Рим). Так в Амелии происходит живописное шествие на основании древних уставов муниципалитета города, относящихся к 1346 году. В городе Чивитавеккья в празднование происходит поразительное историческое шествие. При этом статуя святого переносится в порту на корабль, где в память о явленных святой Фирминой чудесах на море совершается чествование святой, сопровождающееся сиренами кораблей, рыболовецких судов и судов, участвующих в праздничной процессии.